# الأرز المحترق
الأرز المحترق يعرف أيضا بالرز المقرمش (بالإنجليزية: Scorched rice) وهو عبارة عن طبقة رقيقة من أرز مُحمَر في أسفل قدرالطبخ. ويُنتَج أثناء طبخ الأرز على مصدر حرارة مباشر (النار).

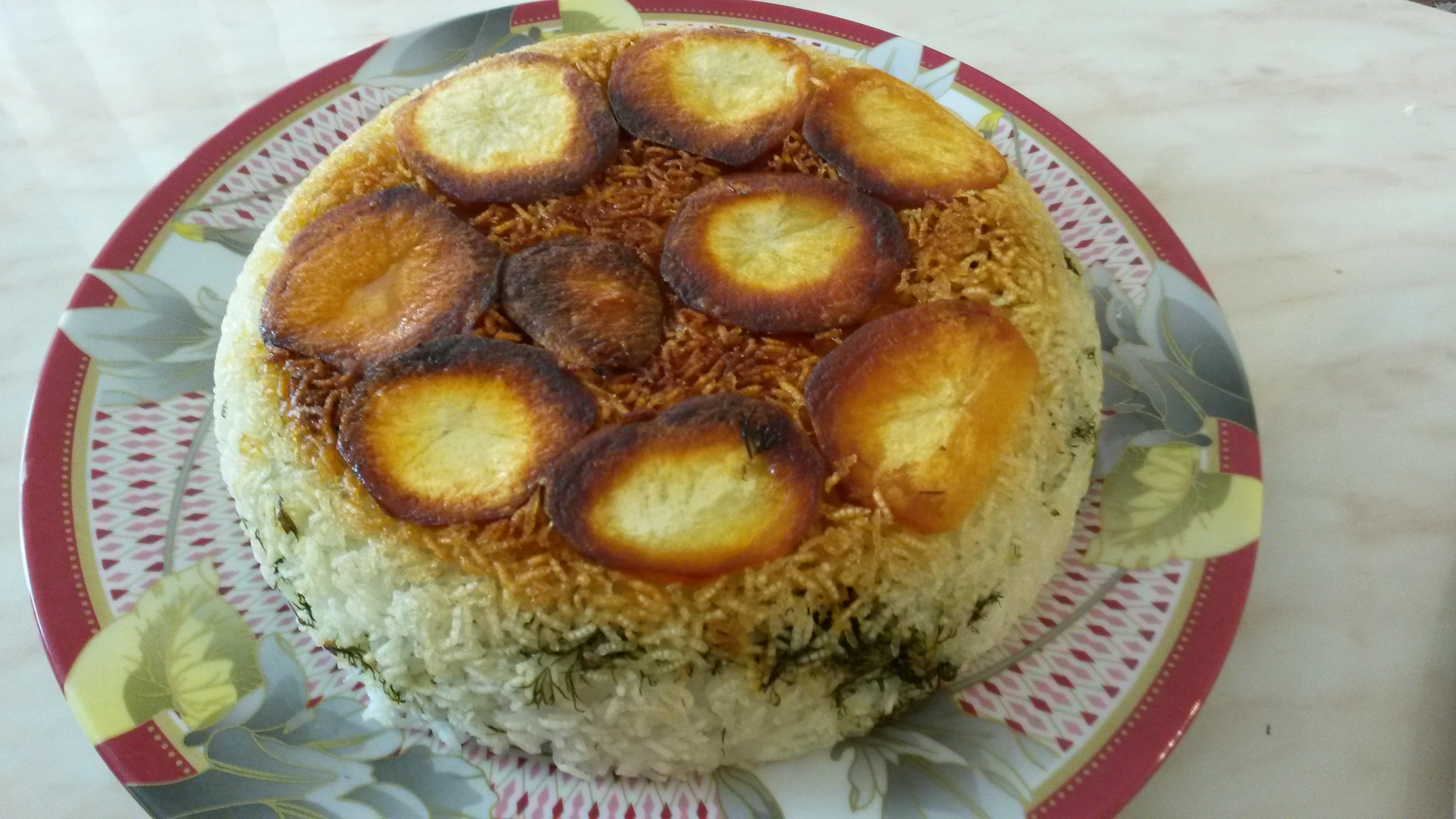
الأرز المحترق. قائمة أسماء أخرى كيكايو- جزر الكاريبي كيراك ناسي- إندونيسيا جيوبا – الصين نيورنقجي- كوريا أوكوج- اليابان ته ديك- إيران الصنف: أرز مطبوخ المكون الرئيسي: الأرز اختلافات في التسمية: كيكايو- كيراك ناسي- جيوبا - نيورنقجي- أوكوج- ته ديك- رينججينانج

الأنواع:

## الصين

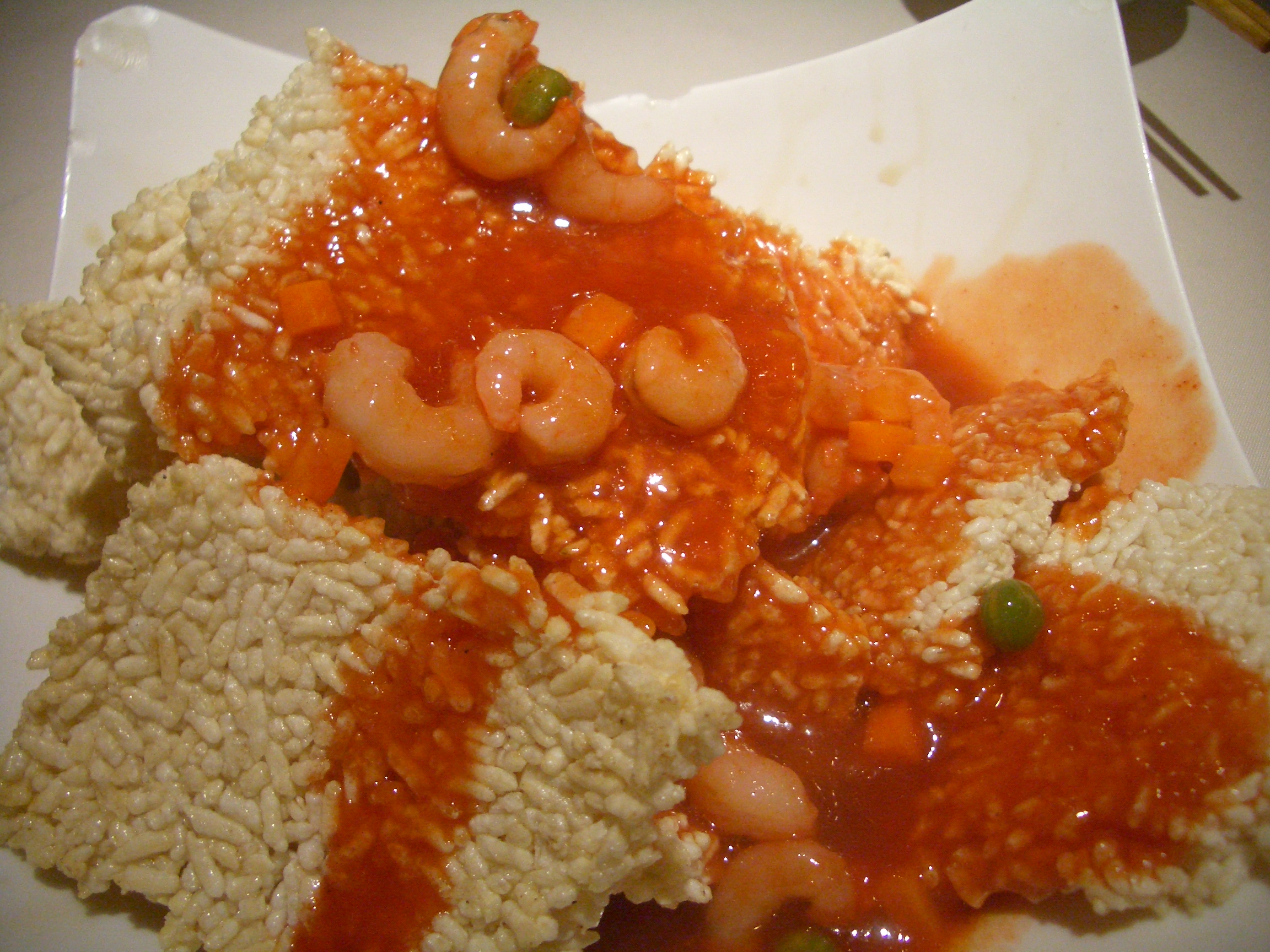
الجمبري بالصلصة الحلوة والحامضة بطريقة شينقهاي وتقدم فوق الجيوبا المنتجة تجاريا.

تُؤكَل الجيوبا كوجبة خفيفة أو تُستخدَم في الأطباق التي تحتوي على صلصات سميكة أو تقدم مع الشوربات واليخنات.
جيوبا التي تعرف  احيانا بمي جيوبا (أرز جيوبا) هو مكون في الأكل الصيني يتكون من الأرز المحترق. غالبا ما تتكون الجيوبا عند غلي الأرز على مصدر حرارة مباشر (النار) مما ينتج تكوين قشرة من الأرز المحترق في قاع مقلاة الووك أو قدر الطبخ. للأرز المحترق هذا قوام صلب و مقرمش ويحتوي على نكهة محمصة بسيطة وأحيانا تؤكل كوجبة خفيفة.
تستعمل الجيوبا كمكون في العديد من الأطباق الصينية التي تحتوي على صلصات ثخينة لأن الطعم الخفيف للرز المحترق يكتسب نكهة الصلصات. تقدم الجيوبا أيضا في الشوربات واليخنات وتتصدر المطبخ السيشواني.لأن الطلب للجيوبا يفوق الإنتاج والطرق الحديثة لطبخ الرز لاتنتجه مثل (جهاز طهي الرز الكهربائي) فالجويبا تُصنًع تجاريا منذ أواخر القرن العشرين.

## إندونيسيا

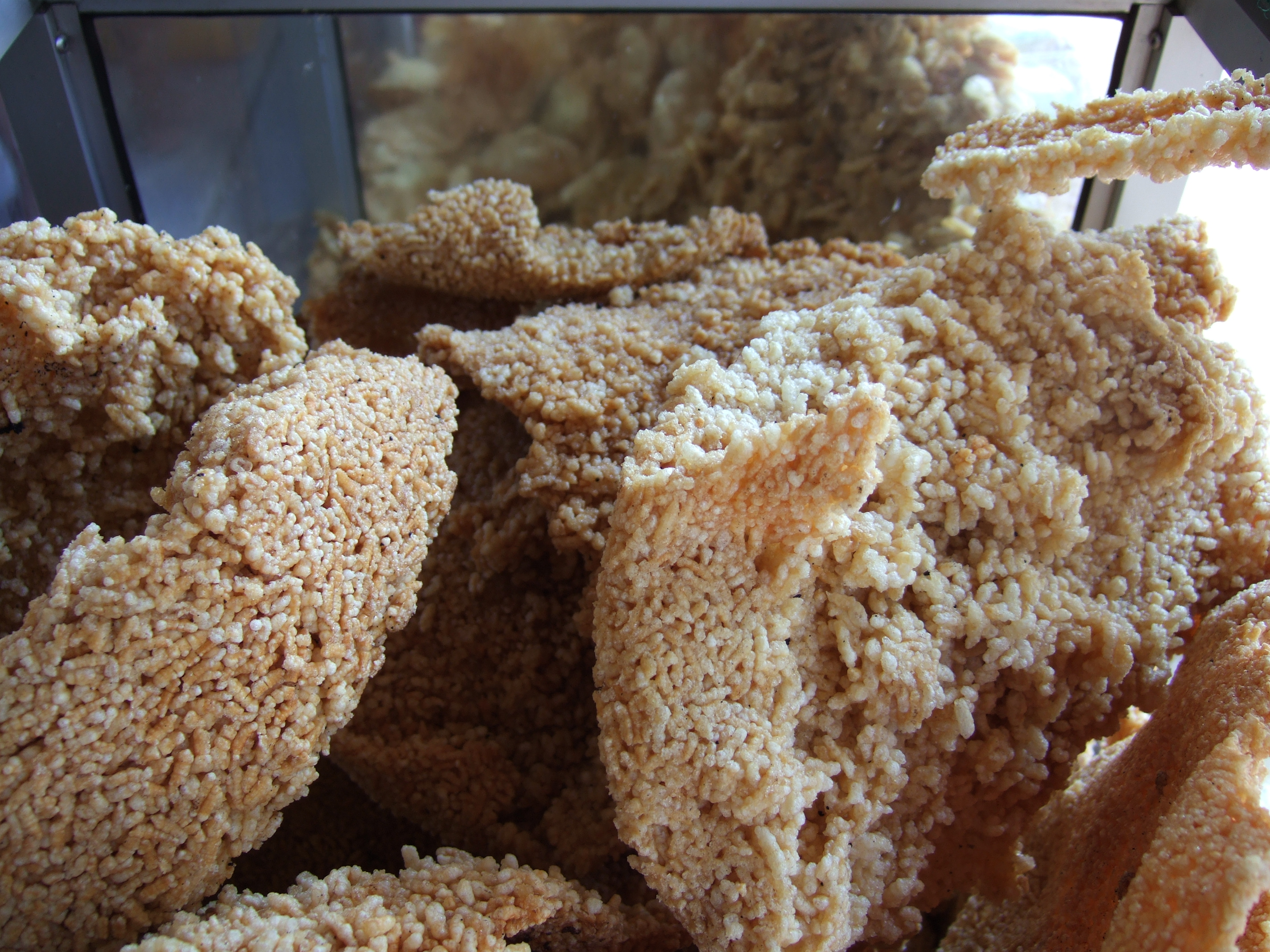
إنتيب كبيرة تباع في سيريبون

يسمى الأرز المحترق في إندونيسيا وتحديدا في جاوة الوسطى بإنتيب وهي من اختصاص منطقة نوجيري ريجينسي. ويُصنَع  من الأرز القاسي شبه المحروق الذي يلصق في داخل قاع قدور الطهي. وتُملَأ قدور الطهي بالماء حتى يتفكك الأرز اللاصق. بعدما ينفصل الأرز عن القدر يُجفَف الأرز في الشمس حتى يجف من جميع السوائل. يُقلَى فيما بعد الأرزاللاصق  في زيت طبخ غزير لإنتاج رقائق أرز مقرمشة.
يوجد في إندونيسيا رقائق أرز مشابهة تسمى رينججينانج. على خلاف إنتيب لا تُصنع من بقايا الأرز المحترق في قاع قدر الطهي ولكن تُصنَع على حدة من الأرز اللزج المطهو بالبخار ويُغلَى ويُبهَر ويُشكَل على شكل دوائر مسطحة وتجُفَف قبل قليها في زيت طبخ غزير.

## إيران

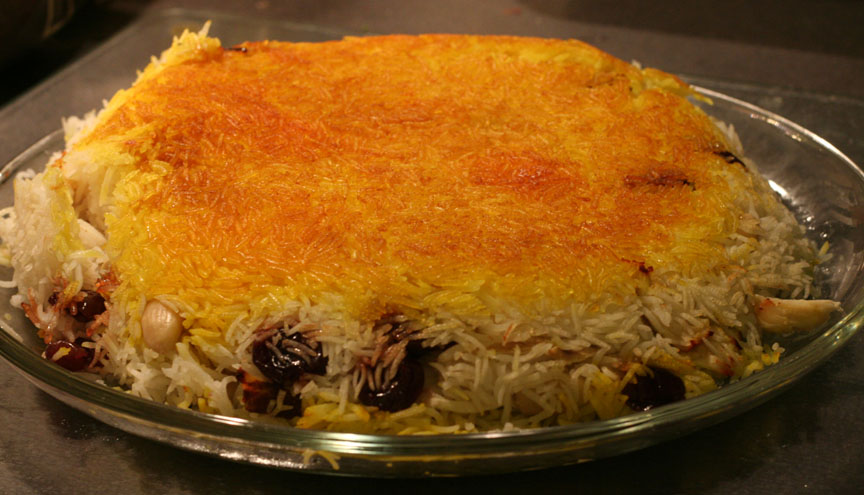
طبق الأرز بالكرز مع ته ديك أو ألبالو بولو با ته ديك ماست

يسمى في إيران الأرز أو الخبز أو البطاطس في قاع القدر بته ديك.ته ديك (فارسية: ته‌دیگ: (ته) تعني أسفل و(ديك) تعني القدر) هو طبق مميز في المطبخ الإيراني ويتكون من رز مقرمش مأخوذ من قاع القدر الذي طبخ الأرز (شيلو) فيه. عادة ما يُقدَم للضيوف في الولائم. تتضمن المكونات التي غالبا ما تضاف له الزبادي والزعفران والخبز والبطاطس والطماطم والفواكه مثل الكرز الحامض.
تشمل الاختلافات في الته ديك وضع الخضار المقطعة شرائح رفيعة أسفل القدرلتتحمر بدلا من الأرز وتلك الخضار تشمل البطاطس والجزر والخس.يستعمل الإيرانيون تلك الطريقة أحيانا في طبخ الإسباجيتي أيضا مما ينتج طبقة قاسية.

## العراق
طريقة طبخ الأرز العراقي مشابهة للأرز الإيراني (شيلو) وهي طريقة متعددة الخطوات لإنتاج حبيبات أرز طرية ومنفوشة. يوجد جانب بارز من طبخ الأرز العراقي وهو حيكاكيه وهي طبقة مقرمشة من الأرز وتختلف قليلا عن الأرز الإيراني ته ديك وهو طبقة واحدة سميكة بينما تحتوي الحيكاكيه أيضا على حببيبات أرز غير ملتصقة. قبل التقديم تُقطَع الحياكيه إلى قطع ليتناولها الجميع بالإضافة مع الأرز المنفوش.

## اليابان

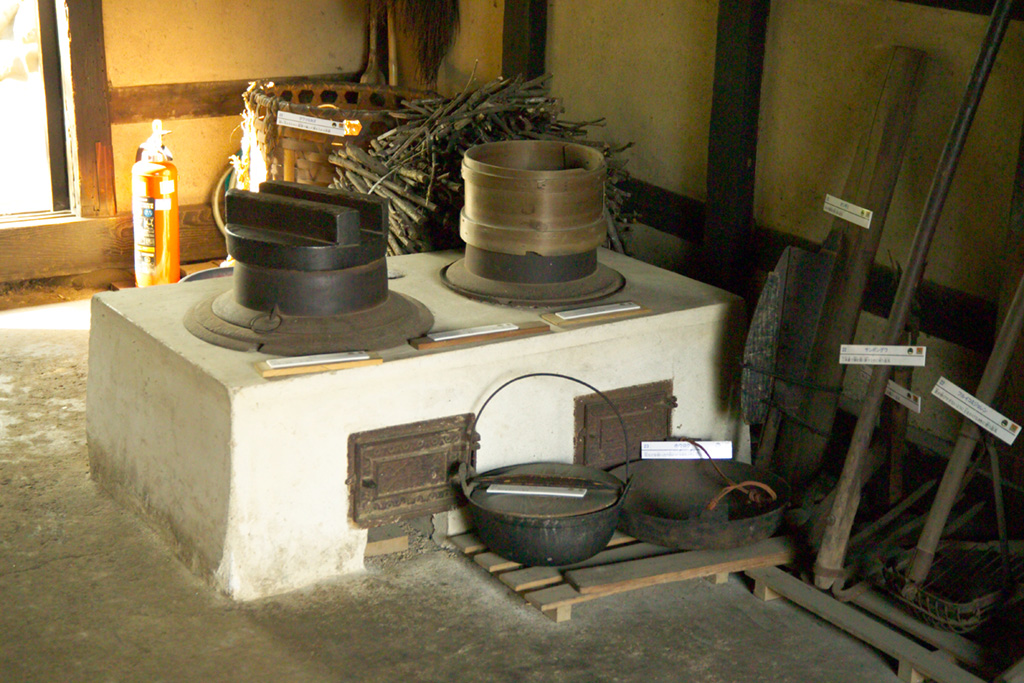
كامادو (موقد طهي تقليدي) في المتحف الياباني

يُؤكَل الأوكوجي مع الخضراوات أو تُطرَى بالماء أو الحساء أو الشاي. الأوكوجي هو طعام ياباني عادة ما يكون أرز محروق أو مُسوَد.
كان يُطبَخ الأرز في اليابان باستخدام الكامادو (موقد طهي يُسخَن باستخدام الخشب أو الفحم) حتى شيوع استخدام جهاز طهي الأرز بالبخار في القرن الحادي والعشرين. بسبب صعوبة التحكم في حرارة النار القادمة من الخشب أو الفحم غالبا ما تحترق قليلا طبقة من الأرز في قاع القدر خلال الطبخ وتسمى هذه الطبقة أوكوجي ولا تُرمَى هذه الطبقة بل  تؤكل مع الخضراوات أو تُطرَى بالماء أو الحساء أو الشاي.
لا يزال يُؤكَل الأوكوجي في المطبخ الياباني وهو جزء مهم من الوجبة الكايسيكية التي تُقدَم في مراسم الشاي التي يقدم فيها عادة الماء الساخن والمخلل في على أنه الطبق الأخير وله قوام مقرمش ونكهة شبيهة بالمكسرات.
لأنه يمكن التحكم بدقة بالحرارة في أجهزة طهي الأرز بالبخار الحديثة لا يتكون الأوكوجي تلقائيا خلال الطبخ. على الرغم من ذلك توجد أجهزة طهي الأرز بالبخار في الأسواق اليابنية التي تحتوي على إعداد أوكوجي ويمكن أيضا صُنع الأوكوجي من خلال حرق الأرز في المقلاة.

## كوريا

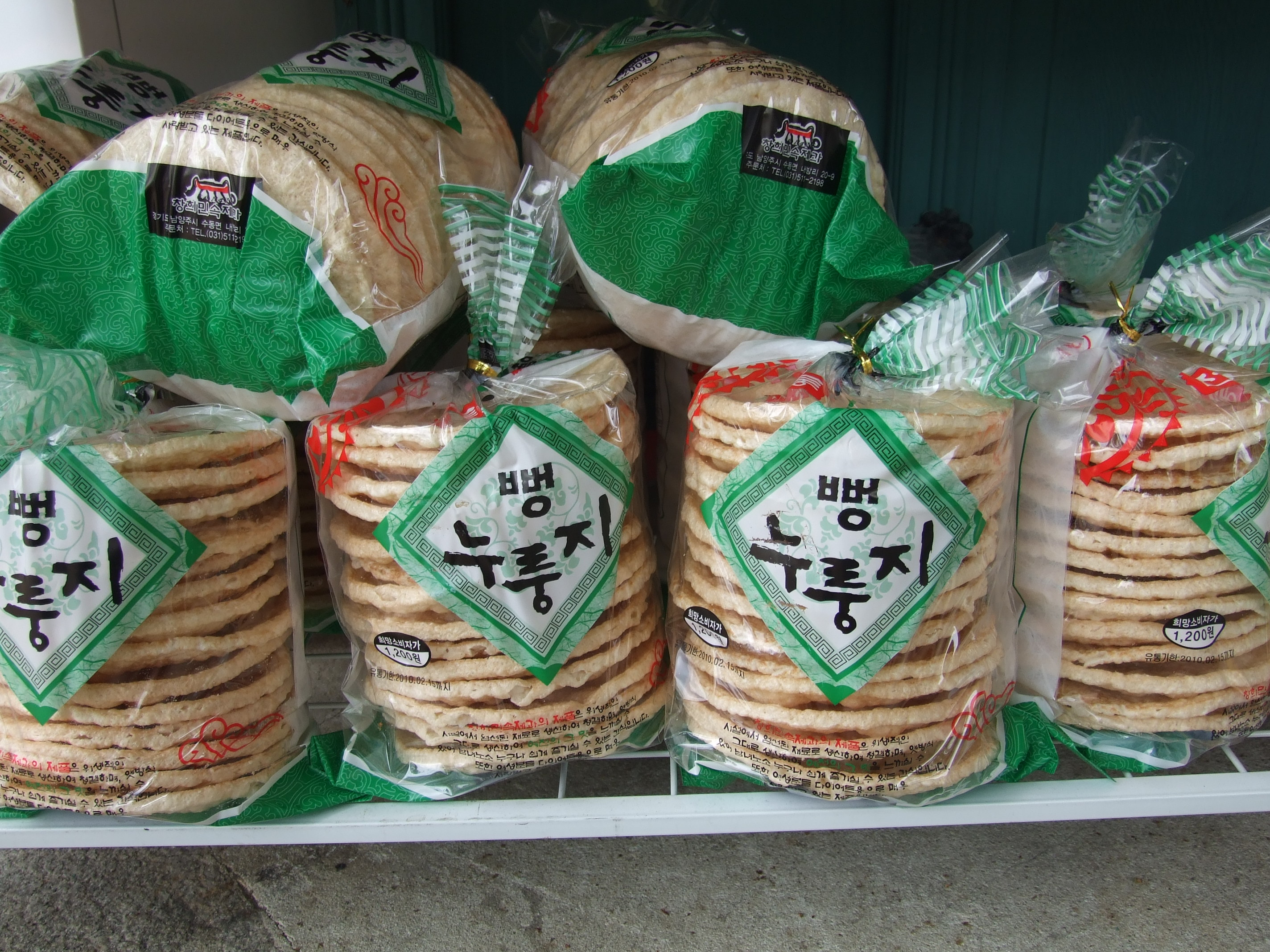
تُبَاع الوجبة الخفيفة نيرنقجي في الأسواق التجارية

تُؤكَل النيرنقجي كوجبة خفيفة أو توضع في الماء الحار لصُنع سنجنينج (شاي الأرز المحروق) أو تُغلَى مرة أخرى في الماء لصُنع الجوك (عصيدة).
نيرنقجي أوالأرز المحترق هو طعام كوري تقليدي مصنع من الأرز المحروق. بعد غلي وتقديم الأرز عادة تبقى طبقة رقيقة من الأرز المحروق في قاع قدر الطهي وتسمى هذه المرحلة من التحميرذو اللون الذهبي بنيرين في اللغة الكورية ونيرنقجي مشتقة من هذه الصفة.
يمكن تناول النيرنقجي وهو مقرمش كوجبة خفيفة أو كشاي أرز بعد وجبة بإضافة ماء ساخن أو غلي الماء مرة أخرى لصُنع نيرين باب أونيرنقجي باب. يشير النيرنقجي بمفهومه الواسع أيضا إلى الطبقة المقرمشة التي تتكون في قاع القدر والمقلاة عند طبخ أطباق الأرز المختلقة مثل دولسوت بيبيمباب وبوككيومباب.
يعرف النيرنقجي بخصائصه العلاجية. وفق السجلات الموجودة في الكتاب الطبي دونجي بوجام في القرن السابع عشر مان يُسمَى النيرنقجي بشويجنبان ويعتبر علاجا عندما يصعب بلع الطعام أو وجود مغص في البطن ويساعد على التقيء ويُثنى عليه بأنه طعام يجلب العافية في كوريا الشمالية.
جعلت الشركات في كوريا الشمالية النيرنقجي متوفرا بأنواع مختلفة معبئة مسبقا في منتصف القرن العشرين.
إلى جانب الوجبات الخفيفة لنيرنقجي الحالي المقلي والنيرنقجي الجاهز لصُنع نيرين باب طُورت العديد من نكهات النيرنقجي مثل الحلويات والشاهي. يستخدم النيرنقجي كمكون لمجموعة من الأطباق الجديدة مثل نيرنقجي بايكوسك وبيتزا نيرنقجي.
ذكر النيرنقجي في عادات الشعب وتراثه هو أمر شائع وأشهر مثال هو أغنية شعبية تُقر بصعوبة حفظ الألف حرف الكلاسيكية ( اسم الأغنية الشعبية). تتغير السطور من الترنيمة الأصلية إلى قوافٍ ذكية التي تترجم مجازا إلى "سكاي شيون، الأرض، نيرنقجي في جاماسوت (قدر).
أمريكا اللاتينية
يُعرف الأرز المحروق بكيكايو، بيجاو،كوكولون،كونكولون،راشبا،راسبادو،كونكون في جرز الكاريبي.
يُسمى الأرز المحروق في المطبخ الكولومبي بكيكايو أو بيجا أو بيجو. غالبا ما يؤكل مع إضافات مثل الخضراوات كرقائق أو يقدم في الحساء ويؤكل لوحده أو يستخدم في طبخ بقايا الطعام.يسمى الأرز المحروق في المطبخ الدومينيكي كونكون بينما في المطبخ البورتوريكي يسمى ببيجاو. في الإكوادر كيكايو هو الاسم الذي تُسمى به الأطعمة المخصصة للسفر ومشتقة من كيكاي.

## الفليبين
يُستخدم التتونج في العديد من الأطباق في المطبخ  الفلبيني ويستخدم حتى كمُنكهه للآيس كريم. بعض الناس يعتبرونه طعام للفقراء بينما الآخرون يتناولونه لأنهم يستمتعون بطعمه.

## أسبانيا
يشير السوكارات إلى الطبقة التي تتكون في قاع المقلاة عند طبخ البايايا.

## فيتنام
في المطبخ الفيتنامي يسمى كوم شاي ( يعني حرفيا الأرز المحروق). عادة ما يقلى في الزيت حتى يتحمر ثم يوضع فوقه شا بونج ( إحدى مشتقات الخنزير المجففة) ، توم كهو ( الجمبري المجفف) ، مو هانه ( بصل أخضر مقطع يُطبَخ عن طريق صب الزيت المغلي عليه حتى تطلق رائحته)، معجون الفلفل لصُنع طبق معروف يسمى كوم شاي شا بونج أو كوم شاي توم كو ( يمكن استعمال كلا الخنزير والجمبري في    الطبقين وعند استعمالهم يسمى الطبق كوم شاي شا بونج توم كو أو كوم شاي توم كو شا بونج).يُصنع كوم شاي من طبقة الأرز المتبقية في قدر حديدي أو ُيصنَع من الأرز المتبقي في أجهزة طبخ الأرز الكهربائية التي ظهرت في آواخر القرن العشرين ويُقلى في زيت ذو درجة حرارة عالية للحصول على قوام مقرمش.